# Armstrong Whitworth Whitley
Armstrong Whitworth Whitley – brytyjski średni bombowiec użytkowany przez RAF w momencie wybuchu II wojny światowej.

## Rozwój konstrukcji
23 lipca 1934 r. brytyjskie Ministerstwo Lotnictwa wydało wymagania nr B.3/34 dotyczące nowego, jednopłatowego, nocnego, ciężkiego samoloty bombowego.
W ramach tych wytycznych opracowano dwa prototypy:
- Bombowiec firmy Vickers opracowywany w odpowiedzi na wymagania B.9/32, późniejszy Vickers Wellington
- Bombowiec A.W.38 firmy Armstrong Whitworth Aircraft będący połączeniem prototypu samoloty transportowego A.W.23 i, budowanego dla lotnictwa Czechosłowacji prototypu bombowca A.W.30.

15 stycznia 1935 r. Zaakceptowano makietę A.W.38.
23 sierpnia 1935 r. Zawarto kontrakt na produkcję 80 egzemplarzy bombowca.
17 marca 1936 r. oblatano pierwszy prototyp K4586 napędzany dwoma silnikami gwiazdowymi Armstrong Siddeley Tiger IX o mocy 795 KM. Wkrótce samolot otrzymał nazwę Whitley (nazwa dzielnicy w Coventry). 13 maja 1936 r. złożono kolejne zamówienie na produkcję 240 szt. samolotu.
11 lutego 1937 oblatano drugi prototyp Whitleya (K4857) napędzanego dwoma silnikami gwiazdowymi Armstrong Siddeley Tiger XI o mocy 935 KM.

## Whitley Mk.I
23 grudnia 1936 r. Oblatano pierwszy seryjny egzemplarz Whitleya Mk.I
Od 19 egzemplarza wprowadzono 4 stopniowy wznios zewnętrznych części skrzydeł.
Wyprodukowano 34 szt. samolotów tej wersji.

## Whitley Mk.II
8 grudnia 1937 r. Oblatanie 27 egzemplarza Whitley Mk.I napędzanego silnikami Armstrong Siddeley Tiger VIII o mocy 935 KM wyposażonymi w dwustopniową sprężarkę. Był on prototypem kolejnej wersji Whitley, Mk.II.
Wyprodukowano 46 szt. samolotów tej wersji.

## Whitley Mk.III
Na 29 egzemplarzu Whitley Mk.I (K7183) zmieniono ręczną wieżyczkę dziobową na napędzaną hydraulicznie. Dodano również wysuwane, podkadłubowe stanowisko strzeleckie. Samolot ten stał się prototypem wersji Mk.III. Oblatano go 14 marca 1938 r. 
7 września 1938 r. oblatano pierwszy seryjny egzemplarz Whitleya Mk.III.
Wyprodukowano 80 szt. samolotów tej wersji.

## Whitley Mk.IV
Wersja ta napędzana była silnikami rzędowymi Rolls-Royce Merlin IV o mocy 1030 KM. Zmiana napędu przyniosła dużą poprawę prędkości maksymalnej wznoszenia oraz zasięgu.
Wyprodukowano 33 szt. samolotów tej wersji.

## Whitley Mk.IVA
W siedmiu ostatnich bombowcach wersji Mk.IV zainstalowano silniki Rolls Royce Merlin X o mocy 1075 KM.

## Whitley Mk.V
W samolotach tej wersji wydłużono o 37 cm tył kadłuba w celu poprawy pola ostrzału tylnego strzelca oraz zmieniono kształt statecznika pionowego.
Była to najliczniej produkowana wersja Whitleya. Ogółem wyprodukowano 1466 szt. maszyn tej wersji.

## Whitley Mk.VI
Nie produkowana wersja napędzana silnikami Pratt & Whitney R.1830 Twin Wasp. Opracowano ją na wypadek problemów z dostępnością motorów Merlin.

## Whitley GR Mk.VII
Wersja samolotu opracowana specjalnie dla lotnictwa obrony wybrzeża (Coastal Command). Wyposażono ją w radar do wykrywania jednostek pływających typu ASV .Mk.II, powiększono pojemność zbiorników paliwa.
Wyprodukowano 146 szt. samolotów tej wersji. Ostatni Whitley w wersji Mk.V opuścił wytwórnię 8 czerwca 1943 r.

## Zastosowanie w jednostkach bombowych
3 września 1939 r. – w momencie przystąpienia Wielkiej Brytanii do wojny na stanie RAF znajdowało się 196 szt. Whitleyów w ośmiu dywizjonach (10., 51., 58., 77., 78., 102., 97., 166.).
W pierwszym okresie „dziwnej wojny”, zgodnie z polityką brytyjskiego dowództwa, nie chcącego prowokować Niemców do nalotów odwetowych, lotnictwo bombowe zajmowało się głównie zrzucaniem ulotek propagandowych w nocnych lotach nad Niemcami. Loty te nie spotykały się z entuzjazmem ze strony załóg, lecz mimo to dawały szansę treningu bojowego, przy niewielkim przeciwdziałaniu nieprzyjaciela. Już 3 września maszyny z 51. i 58. dywizjonów zrzuciły ulotki nad Niemcami. 
1 października 1939 roku trzy bombowce ze stanu 10 dywizjonu jako pierwsze maszyny RAF-u pojawiły się nad Berlinem, lecz zrzuciły tylko ulotki. W marcu 1940 roku Whitleye z ulotkami doleciały nawet nad Warszawę, Wiedeń i Pragę. W nocy 15/16 marca jedna z załóg, wracając znad Warszawy, wylądowała omyłkowo na polu w Niemczech, po czym zdołała wystartować i powrócić do Francji.
W nocy 19/20 marca 1940 roku trzydzieści Whitleyów z 10, 51, 77 i 102 dywizjonu oraz 20 Hampdenów zaatakowało bazę wodnosamolotów na wyspie Sylt, ze stratą jednego Whitleya, co było pierwszym nalotem RAF Bomber Command na niemieckie cele lądowe.
Dopiero po ataku Niemiec na zachodzie doszło do zmiany doktryny operacyjnej. W nocy 10/11 maja 1940 roku osiem Whitleyów z 77 i 102 dywizjonu zbombardowało po raz pierwszy linie komunikacyjne na terenie kontynentalnych Niemiec w pobliżu granicy z Holandią. Następnej nocy 11 maja 36 Whitleyów i Hampdenów dokonało pierwszego dużego nalotu w głąb Niemiec, na stację rozrządową w Mönchengladbach (ze stratą jednego Whitleya i dwóch Hampdenów).
17 maja 1940 r. – maszyny z 10 dywizjonu zaatakowały rafinerię w Bremie, jako pierwsze wykorzystując do celowania pożary wywołane przez maszynę naprowadzającą (technika pathfindingu).
W nocy 11/12 czerwca 1940 roku 36 samolotów z 10, 51, 58, 77 i 102 dokonało nalotu na cele we Włoszech, lecz tylko 12 zdołało w trudnych warunkach przelecieć nad Alpami i osiągnąć cele (dziesięć Turyn i dwa Genuę), z tego jeden nie powrócił.
25 sierpnia 1940 r. – pierwszy nalot Whitleyów na Berlin.
29 kwietnia 1942 r. – maszyny z 58 dywizjonu zaatakowały Ostendę.
Był to ostatni nalot Whitleyów w jednostkach Bomber Command.
Później jeszcze kilkakrotnie maszyny tego typu brały udział w pierwszych wielkich nalotach RAF.
Były to jednak maszyny treningowe czasowo przydzielone do wykonywania zadań bombowych.
Średni ładunek bomb zrzucony z Whitleya w Bomber Command w przeliczeniu na samoloty biorące udział w misjach, wynosił 1107 kg i był nieznacznie niższy od średniej Wellingtona (1135 kg). 

## Whitleye w jednostkach obrony wybrzeża
Wrzesień 1939 r. – 58 dywizjon został czasowo przeniesiony do Coastal Command.
Whitleye w wersji Mk.V i GR Mk.VII były wykorzystywane w ramach jednostek obrony wybrzeża w dywizjonach 53., 58., 77., 502. i 612.
3 września 1941 r. – maszyna z 77 dywizjonu zatopiła w Zatoce Biskajskiej niemiecki okręt podwodny U-705. 30 listopada 1941 r. – maszyna z 502 dywizjonu zatopiła w Zatoce Biskajskiej niemiecki okręt podwodny U-206. Ataku dokonano po wcześniejszym wykryciu wroga za pomocą radaru.
Czerwiec 1943 r. Wycofanie ostatnich Whitleyów z 612 dywizjonu.

## Inne zastosowania
Piętnaście samolotów w wersji Mk.V, w pierwszej połowie 1942 r. przebudowano na maszyny transportowe i wykorzystano w liniach BOAC do lotów do Afryki Zachodniej, na Maltę oraz do Sztokholmu.
Wiele Whitleyów od wersji Mk.II do Mk.V wykorzystywano w jednostkach powietrznodesantowych jako maszyn szkolnych, do transportowania skoczków oraz do holowania szybowców wojskowych.
10 lutego 1941 r. – sześć Whitleyów z 51 i 78 dywizjonu przetransportowało 38 spadochroniarzy No 11 Special Air Service Battalion, którzy zniszczyli akwedukt w Tragino we Włoszech (operacja Colossus).
15 lutego 1941 r. – F/L Keast z 419 Eskadry do zadań specjalnych wystartował Whitleyem (NF*B)o numerze Z-6473 z lotniska Stradishall do pierwszego lotu łącznikowego z okupowaną Polską. Na pokładzie znajdowała się ekipa trzech skoczków (cichociemnych) i cztery zasobniki z zaopatrzeniem dla żołnierzy podziemia. Operacja ta nosiła kryptonim Adolphus i zapoczątkowała trwające przez całą wojnę serie lotów zaopatrzeniowych do Polski. Kolejne loty były już wykonywane na samolotach Halifax, a w późniejszym okresie także na Liberatorach.
27 lutego 1942 r. – dwanaście maszyn z 51 dywizjonu dostarczyło spadochroniarzy, którzy zaatakowali niemiecką stację radarową typu Würzburg w Bruneval we Francji (operacja Biting).